# Orbiculit

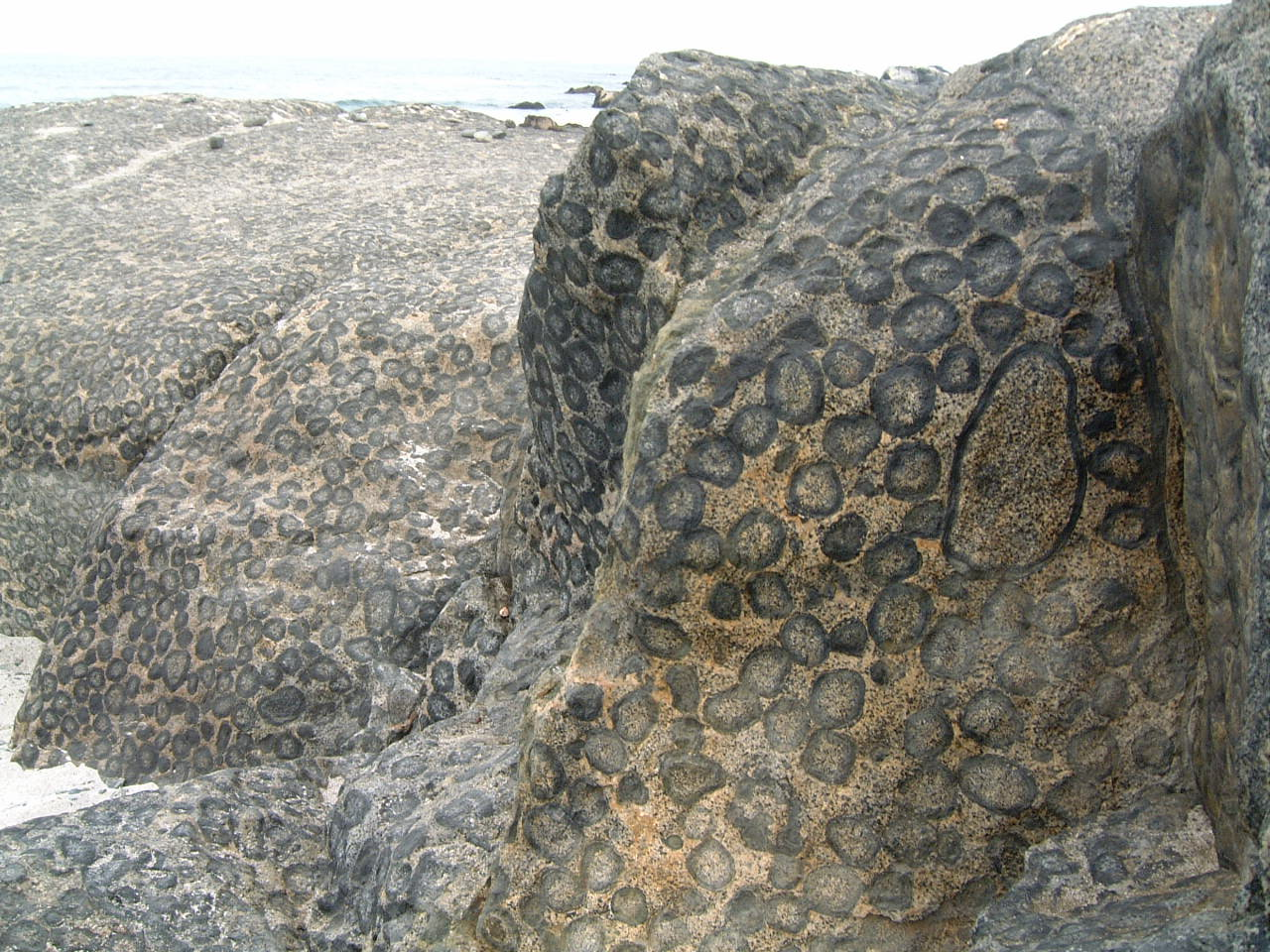
Kugelgranitvorkommen in Chile

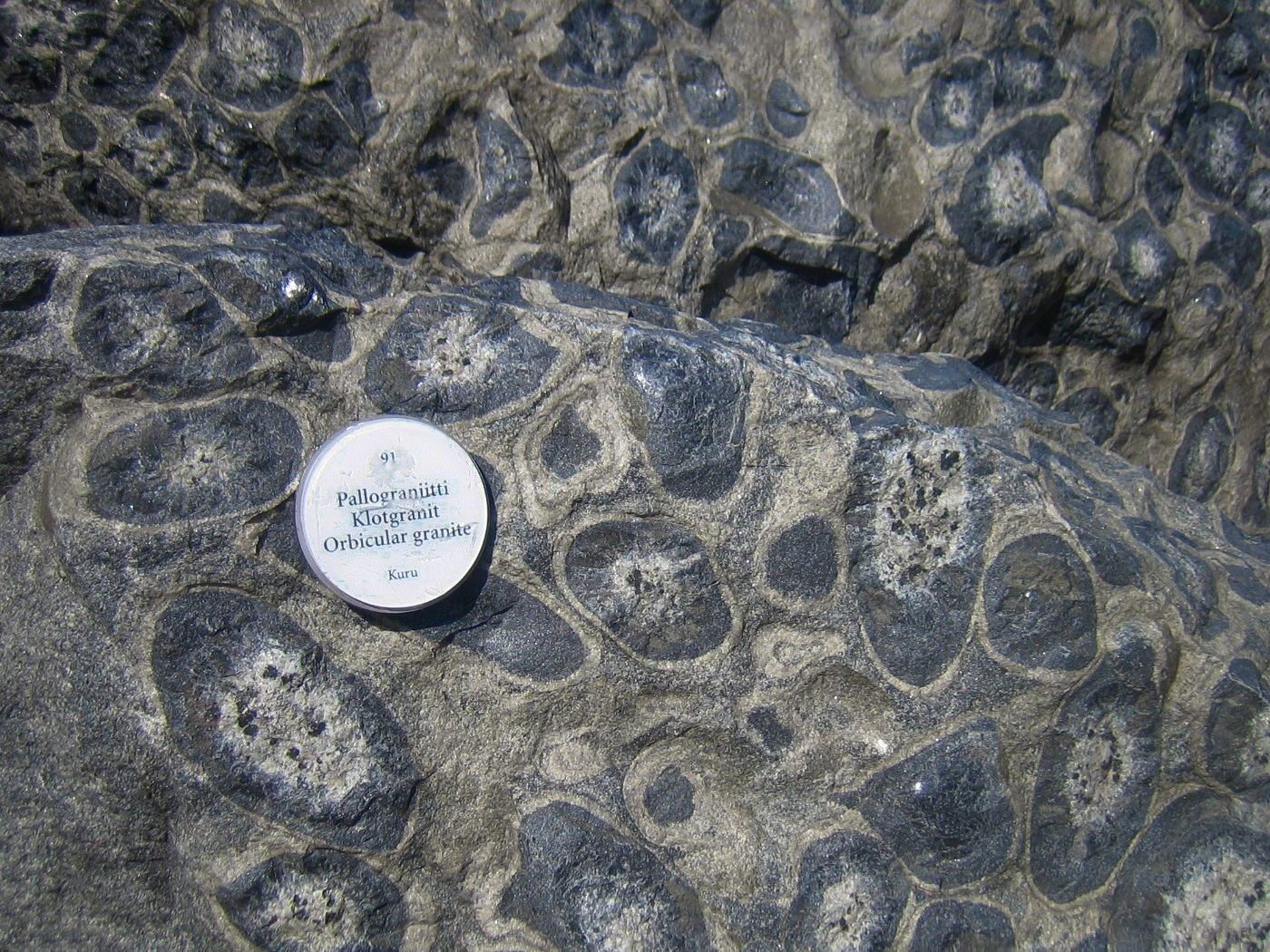
Kugelgranit aus Kuru im Steingarten des Wissenschaftszentrums Heureka

Der Orbiculit (auch manchmal 'Orbicularit') ist ein Plutonisches Gestein mit einer konzentrisch angeordneten Struktur. Im Aussehen sind die runden/ellipsoiden Schichten visuell durch Zusammensetzung, Farbe und Kristallgröße voneinander zu unterscheiden. Die Größe der Kugeln ist typischerweise zwischen 5 und 10 cm. Solche Strukturen finden sich in den Gesteinsarten Granit ('Kugelgranit'), Gabbro und Diorit ('Kugeldiorit'). Die kugelförmigen Aggregate entstehen wahrscheinlich durch eine durch rapiden Druckverlust ausgelöste Kristallisation in der Schmelze um einen Kristallisationskern herum.
In Finnland gibt es ungefähr 90 bekannte Kugelgranitvorkommen, was ungefähr der Hälfte der weltweit bekannten Vorkommen entspricht. Der Grund dafür ist die Kombination der Granitdominanz mit einer flächendeckenden geologischen Forschung in Finnland. Orbicularite eignen sich aufgrund ihres Aussehens hervorragend für Gebäude und Skulpturen. Aufgrund ihrer Seltenheit stehen die Vorkommen in Finnland unter Naturschutz.
Der Orbicularit ist das Wahrzeichen der finnischen Provinz Pirkanmaa.

## Weitere Vorkommen
Trotz des seltenen Auftretens von Orbicularit, werden weltweit immer weitere kleinere Vorkommen entdeckt.
- im schwedischen Småland, Slättemossa als Quarz-Monzodiorit[2][3]
- in Chile, Cordón de Lila als Granodiorit[4]
- in Chile, Santuario de la Naturaleza Granito Orbicular als Kugelgranit–Tonalit[5]
- in Österreich im Granit- und Gneisplateau der Böhmischen Masse[6]